# Prunella himalayana
El acentor del Himalaya (Prunella himalayana) es una especie de ave paseriforme de la familia Prunellidae. Está ampliamente distribuido en Asia, encontrándose en las montañas de Asia Central hasta Afganistán, el sur del Tíbet y el noroeste de India. No se reconocen subespecies.